# Sông Giang
Sông Giang là phụ lưu cấp 1 của sông Cái, chảy ở huyện Khánh Vĩnh tỉnh Khánh Hòa, Việt Nam .

## Dòng chảy
Sông Giang bắt nguồn từ núi Chư Tông 1706 m ở ranh giới tỉnh Khánh Hòa và Lâm Đồng, chảy theo hướng đông nam ở xã Khánh Trung huyện Khánh Vĩnh.
Đến thị trấn Khánh Vĩnh thì sông Giang đổ vào sông Cái .

## Thủy điện
Các thủy điện sông Giang được xây dựng tại vùng đất xã Khánh Trung huyện Khánh Vĩnh.
Thủy điện Sông Giang 1 12°20′41″B 108°52′54″Đ / 12,34472°B 108,88167°Đ có công suất lắp máy 12 MW với 2 tổ máy, hoàn thành năm 2014 .
Thủy điện Sông Giang 2 12°22′26″B 108°50′14″Đ / 12,37389°B 108,83722°Đ có công suất lắp máy 37 MW với 2 tổ máy, khởi công tháng 3/2006, khánh thành tháng 03/2014 .